# Richard Hakluyt
Richard Hakluyt (?, c. 1552 - Londres, 23 de novembre de 1616) va ser un escriptor, traductor i historiador anglès, conegut especialment pel seu suport dels assentaments anglesos a Amèrica del Nord.
Entre 1583 i 1588 va ser capellà i secretari de l'ambaixador anglès a la cort francesa Edward Stafford. Ordenat sacerdot, va exercir càrrecs d'importància a la catedral de Bristol i a l'abadia de Westminster, i també va ser capellà de Robert Cecil, secretari d'estat d'Isabel I i de Jacobo I. Va ser el principal promotor de la sol·licitud a Jacobo I de la patent reial de 1606 que autoritzava la colonització anglesa de Virgínia.

## Obres
Entre les seves obres destaquen les següents, totes elles sense traducció completa coneguda al català:
- Divers Voyages Touching the Discoverie of America and the Islands Adjacent unto the Same, Made First of All by Our Englishmen and Afterwards by the Frenchmen and Britons: With Two Mappes Annexed Hereunto, publicado en Londres en 1582.
- A Particuler Discourse Concerninge the Greate Necessitie and Manifolde Commodyties That Are Like to Growe to This Realme of Englande by the Westerne Discoueries Lately Attempted, 1584.
- The Principall Navigations, Voiages, and Discoveries of the English Nation: Made by Sea or Over Land to the Most Remote and Farthest Distant Quarters of the Earth at Any Time within the Compasse of These 1500 Years, Londres, 1589.
- The Principal Navigations, Voiages, Traffiques and Discoueries of the English Nation, Made by Sea or Overland... at Any Time Within the Compasse of these 1500-1600 Yeeres.

Entre els seus treballs també s'expliquen les traduccions a l'anglès de diversos autors francesos i espanyols: Jacques Cartier, René Goulaine de Laudonnière, Pere Màrtir d'Angleria, Antonio Galvão i Hernando de Soto.
Després de la seva mort, els seus manuscrits van ser recopilats pel seu contemporani Samuel Purchas, qui va compondre amb ells la seva obra Hakluytus Posthumus.